# Claude Lamoral I di Ligne
Claude Lamoral I de Ligne, III principe di Ligne, principe di Epinoy, marchese di Roubaix e conte di Fauquemberg, spesso italianizzato in Claudio Lamoraldo (Belœil, 8 ottobre 1618 – Toledo, 21 dicembre 1679), è stato un militare spagnolo d'origine belga.
Fu Governatore e Capitano generale dello Stato di Milano dal 1674 al 1678.

## Biografia

### Giovinezza e ascesa
Nato a Belœil, Claude Lamoral era figlio di Florent, I principe di Amblise, succedette al fratello Alberto Enrico (1615–1641), come III principe di Ligne. Fu Principe del Sacro Romano Impero, Grande di Spagna e Cavaliere dell'Ordine del Toson d'oro (1646).

### Matrimonio
Claude Lamoral sposò nel 1642 la vedova di suo fratello, Clara Maria di Nassau-Siegen.

### Carriera militare

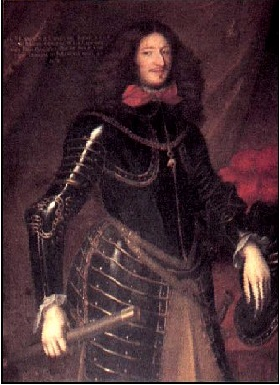
Claude Lamoral in tenuta militare

Tra il 1649 ed il 1669, fu Capitano Generale della cavalleria spagnola dei Paesi Bassi spagnoli, la terza carica dopo Capitano Generale e Governatore delle Armi.

### Carriera diplomatica

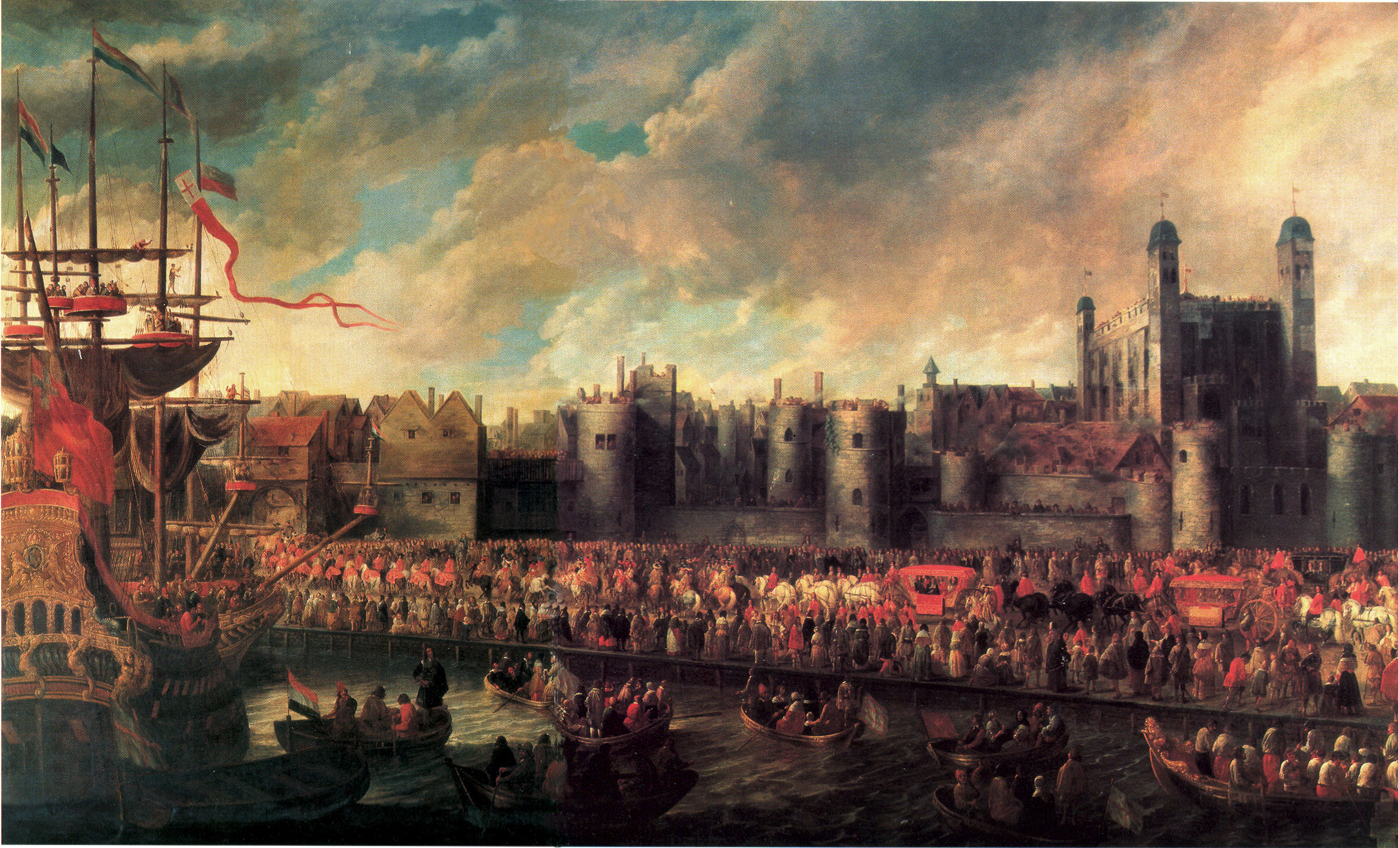
Dipinto di François Duchatel che commemora l'entrata di Lamoral in Londra nel 1660

Nel 1660 venne inviato come rappresentante del re di Spagna alla corte reale di Carlo II d'Inghilterra come primo ricognitore della monarchia inglese restaurata.

### Carriera politica

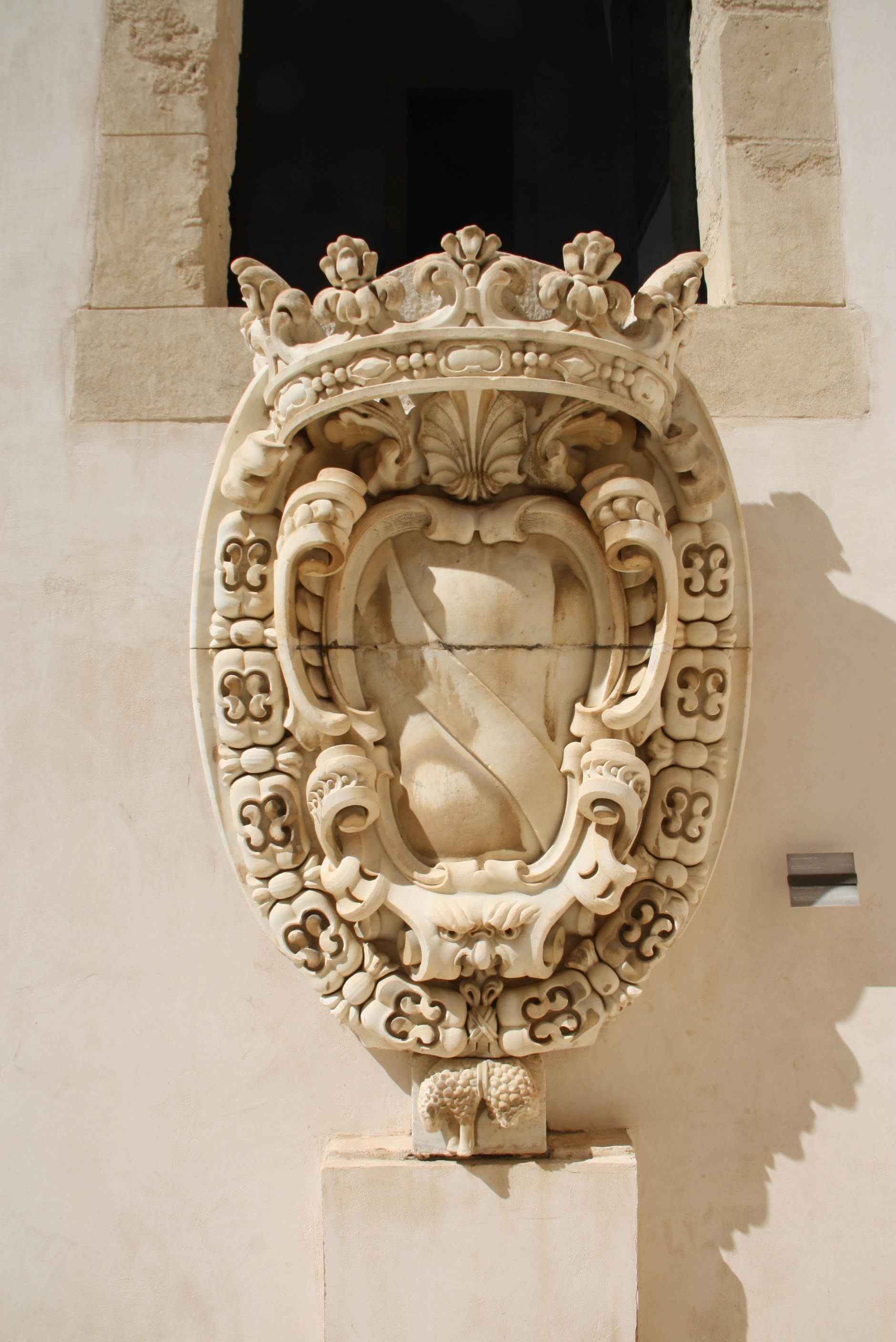
Stemma vicereale di Claude Lamoral de Ligne a Siracusa.

Divenne quindi viceré di Sicilia (1670–1674), dove egli si concentrò nelle difese delle coste del Regno dai pirati turchi, i quali erano soliti attaccare la popolazione locale per rapirli e venderli come schiavi.
Successivamente venne nominato Governatore del Ducato di Milano, rimanendo in carica dal 1674 al 1678.

### Ultimi anni e morte

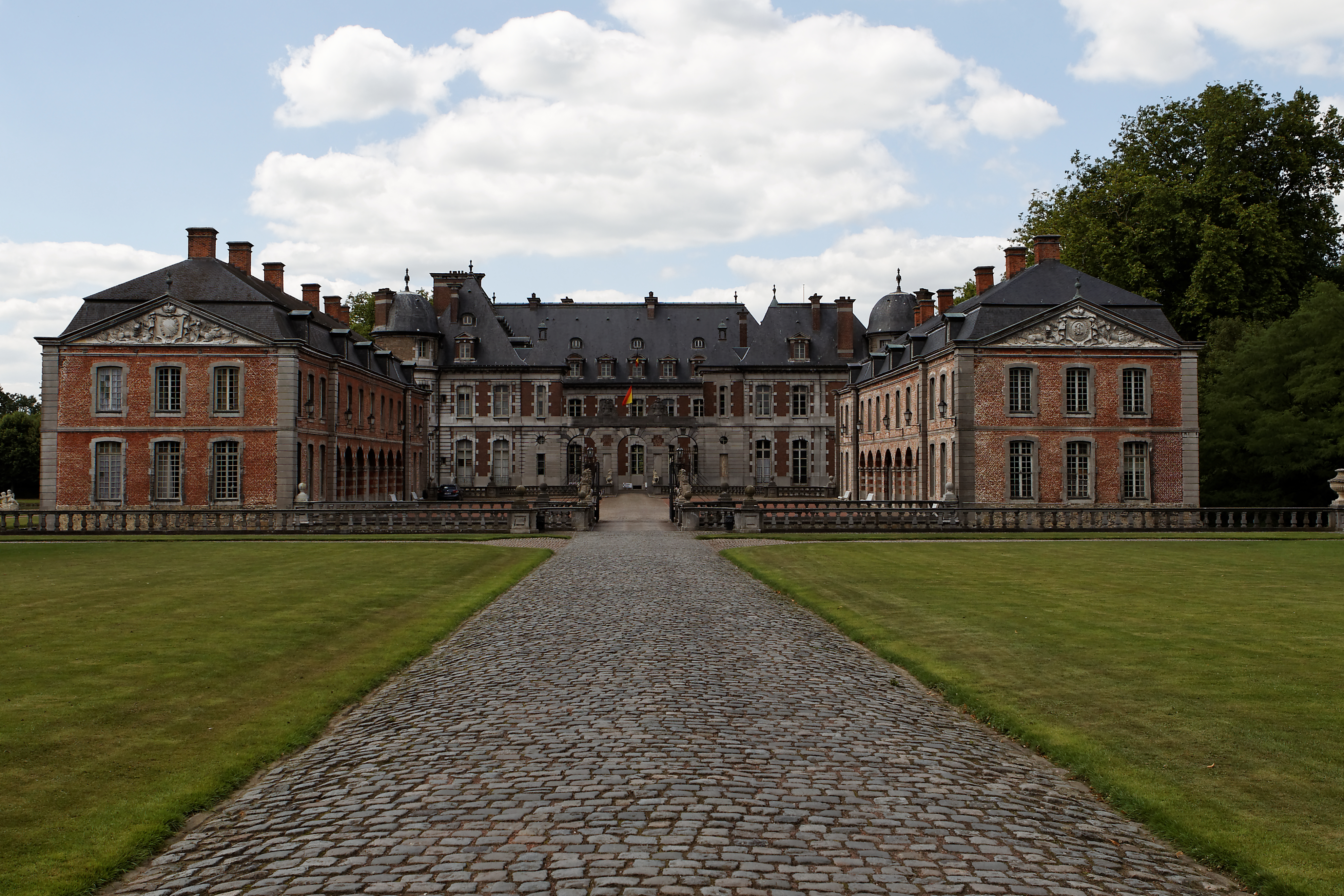
Castello di Belœil

Claude Lamoral, con la moglie Clara Maria, si dedicò negli ultimi anni della sua vita all'ampliamento del Castello di Belœil con uno spettacolare giardino di stile francese, di 25 ettari 
. Morì il 21 dicembre 1679 a Toledo.

## Discendenza
Claude Lamoral e Clara Maria di Nassau-Siegen ebbero i seguenti figli:
- Henri Louis Ernest di Ligne
- Louise Claire, poi duchessa di Aveiro per matrimonio
- François Albert
- Nicolau
- Claude Lamoral Alphonse, conte di Faucquenberg
- Marie Henriette
- Francisca
- Procope Hyacinthe, marchese di Moÿ
- Ernestina Francisca
- Charles Joseph, II marchese di Arronches
- Vitor

## Ascendenza
|                                         |                                        |                                                 | Genitori                                     |  |  | Nonni |  |  | Bisnonni                    |  |  | Trisnonni                 |  |
|                                         |                                        |                                                 |                                              |  |  |       |  |  | Philippe, II conte di Ligne |  |  | Jacques, I conte di Ligne |  |
|                                         |                                        |                                                 |                                              |  |  |       |  |  | Philippe, II conte di Ligne |  |  | Jacques, I conte di Ligne |  |
|                                         |                                        | Maria van Wassenaer                             |                                              |  |  |       |  |  | Philippe, II conte di Ligne |  |  |                           |  |
| Lamoral I, I principe di Ligne          |                                        |                                                 |                                              |  |  |       |  |  | Philippe, II conte di Ligne |  |  |                           |  |
|                                         |                                        | Marguerite de Lalaing                           | Philippe de Lalaing, II conte di Hoogstraten |  |  |       |  |  |                             |  |  |                           |  |
|                                         |                                        | Marguerite de Lalaing                           | Philippe de Lalaing, II conte di Hoogstraten |  |  |       |  |  |                             |  |  |                           |  |
|                                         |                                        | Marguerite de Lalaing                           | Anna von Rennenberg                          |  |  |       |  |  |                             |  |  |                           |  |
| Florent, II principe di Ligne           |                                        | Marguerite de Lalaing                           |                                              |  |  |       |  |  |                             |  |  |                           |  |
|                                         |                                        | Hugues de Melun, I principe d'Epinoy            | François de Melun, I conte d'Epinoy          |  |  |       |  |  |                             |  |  |                           |  |
|                                         |                                        | Hugues de Melun, I principe d'Epinoy            | François de Melun, I conte d'Epinoy          |  |  |       |  |  |                             |  |  |                           |  |
|                                         |                                        | Hugues de Melun, I principe d'Epinoy            | Louise de Foix-Candale                       |  |  |       |  |  |                             |  |  |                           |  |
| Anne-Marie de Melun                     |                                        | Hugues de Melun, I principe d'Epinoy            |                                              |  |  |       |  |  |                             |  |  |                           |  |
|                                         |                                        | Yolande de Barbançon                            | Pierre de Barbançon, barone di Werchin       |  |  |       |  |  |                             |  |  |                           |  |
|                                         |                                        | Yolande de Barbançon                            | Pierre de Barbançon, barone di Werchin       |  |  |       |  |  |                             |  |  |                           |  |
|                                         |                                        | Yolande de Barbançon                            | Helene de Vergy                              |  |  |       |  |  |                             |  |  |                           |  |
| Claude Lamoral I, III principe di Ligne |                                        | Yolande de Barbançon                            |                                              |  |  |       |  |  |                             |  |  |                           |  |
|                                         | Nicolas de Lorraine, I duca di Mercœur | Antoine, XXVII duca di Lorena e VII duca di Bar |                                              |  |  |       |  |  |                             |  |  |                           |  |
|                                         | Nicolas de Lorraine, I duca di Mercœur | Antoine, XXVII duca di Lorena e VII duca di Bar |                                              |  |  |       |  |  |                             |  |  |                           |  |
|                                         | Nicolas de Lorraine, I duca di Mercœur | Renée de Montpensier                            |                                              |  |  |       |  |  |                             |  |  |                           |  |
| Henri de Lorraine, I conte di Chaligny  | Nicolas de Lorraine, I duca di Mercœur |                                                 |                                              |  |  |       |  |  |                             |  |  |                           |  |
|                                         |                                        | Catherine d'Aumale                              | Claude II, II duca d'Aumale                  |  |  |       |  |  |                             |  |  |                           |  |
|                                         |                                        | Catherine d'Aumale                              | Claude II, II duca d'Aumale                  |  |  |       |  |  |                             |  |  |                           |  |
|                                         |                                        | Catherine d'Aumale                              | Louise de Brézé                              |  |  |       |  |  |                             |  |  |                           |  |
| Louise de Lorraine-Chaligny             |                                        | Catherine d'Aumale                              |                                              |  |  |       |  |  |                             |  |  |                           |  |
|                                         |                                        | Charles, I marchese di Moÿ                      | Antoine, I barone di Moÿ                     |  |  |       |  |  |                             |  |  |                           |  |
|                                         |                                        | Charles, I marchese di Moÿ                      | Antoine, I barone di Moÿ                     |  |  |       |  |  |                             |  |  |                           |  |
|                                         |                                        | Charles, I marchese di Moÿ                      | Charlotte de Chabannes                       |  |  |       |  |  |                             |  |  |                           |  |
| Claude de Moÿ                           |                                        | Charles, I marchese di Moÿ                      |                                              |  |  |       |  |  |                             |  |  |                           |  |
|                                         |                                        | Catherine de Suzanne, II contessa di Cerny      | Jean-Jacques de Suzanne, I conte di Cerny    |  |  |       |  |  |                             |  |  |                           |  |
|                                         |                                        | Catherine de Suzanne, II contessa di Cerny      | Jean-Jacques de Suzanne, I conte di Cerny    |  |  |       |  |  |                             |  |  |                           |  |
|                                         |                                        | Catherine de Suzanne, II contessa di Cerny      | Françoise de La Chambre                      |  |  |       |  |  |                             |  |  |                           |  |
|                                         |                                        | Catherine de Suzanne, II contessa di Cerny      |                                              |  |  |       |  |  |                             |  |  |                           |  |

## Titoli
A Lamoral spettarono i seguenti titoli:
Principe di Ligne; Principe di Amblice; Principe del Sacro Romano Impero; Viceré di Sicilia, Sovrano di Faignoles; Cavaliere dell'Insigne Ordine del Toson d'oro; Governatore e Capitano Generale dello Stato di Milano.